# Chušhál Chán Chattak
Chušhál Chán Chattak, paštunsky خوشحال خان خټک‎ (1613 – 19. února 1689)  byl paštúnský básník, válečník a náčelník kmene Chattak. Chušhál žil v oblasti podhůří Hindukuše, která je dnes známá pod názvem Chajbar Pachtúnchwá. Ve svých básních vyzývá paštúnské kmeny ke sjednocení a společnému boji proti Mughalské říši.
Chušhál Chán Chattak se narodil v roce 1613 ve městě Akóra (اکوړه) nedaleko Péšávaru v rodině významného vůdce afghánského kmene Chattak, Šahbáz Chána. Kmen Chattaků byl v té době spojencem Mughalských vládců a za své služby měli právo vybírat daně.
V roce 1641 zemřel Šahbáz Chán a Chušhál byl mughalským císařem Šáhdžahánem jmenován vládcem Chattaků. Chušhál na oplátku dodával mughalskému císaři každý rok 1500 jezdců pro mughalskou armádu. V té době docházelo ke kmenovým vzpourám proti Mughalské vládě. Ačkoliv se Chušhál Chán Chattak vzpour neúčastnil, byl obviněn z podpory povstalců a uvězněn ve věznici v Džajpuru. Ve vězení strávil čtyři roky a poté byl propuštěn. Po návratu do Akóry se postavil do čela odporu proti mughalským utlačovatelům.
Chušhál Chán Chattak zemřel 25. února 1689 v Dambaře během expedice v údolí Tirah. Jeho hrob se nachází v rodném městě Akóra v dnešním Pákistánu.

## Básnická tvorba
Chušhál Chán Chattak je autorem přibližně 45 000 básní a 200 knih. Byl jedním z prvních autorů, který psal svá díla v rodném jazyce paštó. Zanechal po sobě velké množství gazelů a landejů (s milostným a vlasteneckým obsahem). Nejvýznamnějšími díly jsou Báznáme ( بازنامه ) Kniha o sokolu a Tibnáme ( طبنامه ) Kniha o lékařství.

## Ukázka verše
- خانی کار د بل چا نه دی د هغه دی
- چی صرفه یی نه په زر وی نه په سر

- Panování náleží tomu,
- kdo nešetří zlato ani hlavu.